# Kung-Fu Master
Kung-Fu Master, intitolato in versione originale Spartan X (スパルタンX?), è un videogioco arcade di tipo picchiaduro a scorrimento orizzontale sviluppato nel dicembre 1984 dalla Irem Corporation e pubblicato dalla stessa casa in Giappone e, sotto licenza della Data East, anche in occidente. Uscirono poi conversioni per molte piattaforme dell'epoca. La versione MSX è intitolata Seiken Acho (聖拳アチョー) in originale e Taekwon-Do in Spagna e quella occidentale per NES è intitolata solo Kung Fu.
Viene accreditato come il precursore di successo dei videogiochi picchiaduro, dal quale hanno preso ispirazione tutti i successivi giochi di tal genere; è preceduto solamente da Karate Champ che però non ha avuto altrettanto successo.
Il gioco è principalmente ispirato a L'ultimo combattimento di Chen (1972), dal quale sono stati presi ambientazione e alcuni boss, e pubblicato come tie-in dal film d'azione Il mistero del conte Lobos (1984) con Jackie Chan, del quale riprende parte della trama come i nomi Thomas e Sylvia dei protagonisti e il titolo del gioco (Spartan X è il nome con il quale il film è stato distribuito in Giappone).

## Trama
Il protagonista dell'avventura è Thomas, un maestro di kung Fu in keikogi che vede la sua fidanzata Sylvia rapita dal famigerato "X"; a quel punto Thomas riceve un biglietto che lo spinge a recarsi nel Tempio del Diavolo, un edificio stile pagoda su cinque piani, per sconfiggere i cinque Figli del Diavolo, dei quali X è il quinto e ultimo.

## Modalità di gioco
Il gameplay di Kung-Fu Master è bidimensionale, limitato allo scrolling orizzontale del protagonista lungo il corridoio del livello, con la possibilità di saltare, abbassarsi e colpire con pugni (pulsante 1) e calci (pulsante 2); è possibile colpire anche in salto e da abbassati.
È presente una barra di energia in alto a sinistra che si abbassa ad ogni colpo subito, e il numero di vite del giocatore identificato dal numero di volti di Thomas presenti al centro in basso. C'è anche un limite di tempo in ogni livello.
È presente anche la barra di energia dei boss di fine livello, che corrispondono ai cinque "Figli del Diavolo".
Una volta sconfitto X si ricomincia il gioco da capo, ma viene segnato il numero di volte che si è terminato il gioco.
La tarda versione per Game Boy non conserva più molto dell'originale, presenta livelli differenti con 8 boss e si svolge anche su piattaforme.

## Nemici

### Nemici comuni
- Gripper: il nemico più frequente, un uomo in maglia rosa che si lancia contro Thomas nel tentativo di afferrarlo: una volta che un gripper afferra Thomas l'energia del giocatore inizia a calare, e per liberarsi dalla presa si deve continuamente muovere il joystick a sinistra e a destra in modo alternato. I gripper sono eliminabili con un sol colpo.
- Lanciatore di coltelli: fastidioso nemico che si ferma a debita distanza da Thomas e scaglia i suoi coltelli all'altezza del busto o delle gambe. È eliminabile con due colpi.
- Tom Tom: nano che utilizza la stessa tecnica dei gripper, con in più un attacco in salto con capriola mortale. Viene eliminato con un solo colpo.
- Drago: un drago verticale contenuto in una sfera: quando la sfera cade a terra questi si libera e soffia fuoco dalla bocca, per poi dissolversi. Può essere eliminato con un singolo colpo alla testa.
- Vaso con cobra: un vaso gettato dal soffitto che al contatto con il pavimento si rompe e libera un cobra che striscia verso Thomas. Il vaso può essere distrutto con un solo colpo, ma il cobra liberato non è eliminabile.
- Palloncino di coriandoli: rimane sospeso a mezza altezza per un po' di tempo e successivamente esplode liberando coriandoli, dannosi per Thomas. Il palloncino è eliminabile con un solo colpo, ma se si impatta con esso si perde energia.
- Falena velenosa: una falena gigante che vola in direzione di Thomas. Anch'essa è eliminabile con un solo colpo.

### Boss
1. Guerriero Escrima: il boss del primo piano del tempio, un individuo armato di bastone.
2. Guerriero con Boomerang: il boss del secondo piano del tempio, armato di boomerang che lancia con frequenza regolare, attendendo il ritorno dello stesso; può lanciare i boomerang sia ad altezza busto che ad altezza gambe.
3. Mr. Big: il boss del terzo piano del tempio, un gigante di colore che attacca a mani nude.
4. Mago Nero: il boss del quarto piano del tempio, uno stregone che attacca con fiamme (che possono essere eliminate) e riesce a creare dal nulla draghi, serpenti e pipistrelli, ha doti di teletrasporto ed è vulnerabile solamente ad attacchi bassi.
5. X: il boss del quinto piano del tempio e nemico finale, un maestro di kung fu come lo è Thomas con in più la possibilità di bloccare i colpi del protagonista.

## Livelli
1. Primo piano: si va da destra verso sinistra, si affrontano gripper a volontà e qualche lanciatore di coltelli.
2. Secondo piano: si va da sinistra verso destra, per la prima metà del livello dal soffitto piovono draghi, vasi con cobra e palle di coriandoli; nella seconda metà del livello si affrontano gripper, lanciatori di coltelli e tom tom.
3. Terzo piano: si va da destra verso sinistra, si affrontano gripper, lanciatori di coltelli e tom tom.
4. Quarto piano: si va da sinistra verso destra, per la prima metà del livello da dei buchi sulla parete escono falene velenose; nella seconda metà del livello si affrontano gripper, lanciatori di coltelli e tom tom.
5. Quinto piano: si va da destra verso sinistra, si affrontano gripper, lanciatori di coltelli e tom tom.

## Serie
- Kung-Fu Master (1984)
- Vigilante (1988), arcade simile prodotto dalla stessa Irem, ma non ufficialmente un seguito
- Spartan X 2 (1991), solo per il mercato domestico (NES)

## Eredità
Kung-Fu Master, film drammatico francese del 1987 diretto da Agnès Varda e intitolato Le Petit Amour in lingua originale, prende il nome dal gioco, del quale uno dei protagonisti è appassionato; il film in sé non ha nulla a che vedere con le arti marziali.